# Ludwig Tetmajer von Przerwa
Ludwig Tetmajer von Przerwa (ur. 14 lipca 1850 w Krompach, zm. 31 stycznia 1905 w Wiedniu) – profesor Politechniki w Zurychu oraz Politechniki Wiedeńskiej. Był pionierem w dziedzinie badań  laboratoryjnych nad właściwościami fizycznymi i mechanicznymi materiałów konstrukcyjnych.

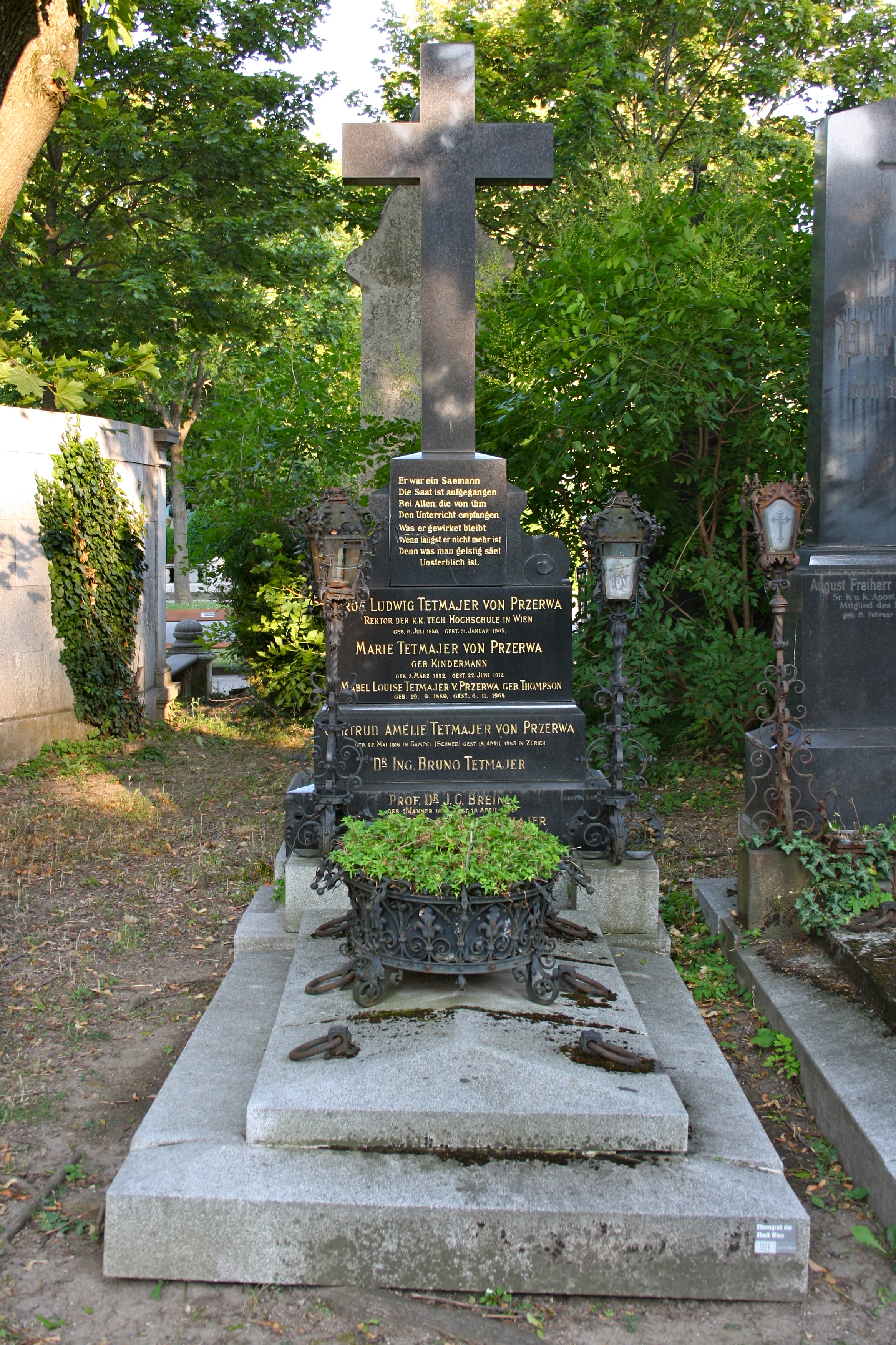
Grobowiec rodzinny Tetmajerów na Cmentarzu Centralnym w Wiedniu

Był najstarszym synem dyrektora huty Marienthal Władysława (1818-1889) młodszego brata Adolfa i jego żony Luise z domu Elsner, kuzynem Włodzimierza i Kazimierza. Od 1877 żonaty ze śpiewaczką operową Marią Luise Kindermann (1852–1912), ojciec architekta Augusta Helmara Rudolfa (1880–1946), Bruno Friedricha (1887–1973) i Elsy (1878–1969), żony profesora Josefa Corneliusa Breinla (1874–1961).
Po ukończeniu gimnazjum w Koszycach w 1867 studiował inżynierię lądową na Politechnice Federalnej w Zurychu. Po rocznym stażu w Szwajcarskiej Kolei Wschodniej powrócił do ETH Zurich w 1873 jako asystent inżyniera budowlanego Carla Culmanna, gdzie habilitował się w 1875 roku. Założył  działający  po  dziś  dzień Federalny Instytut Badań Materiałowych. W 1881 został mianowany profesorem mechaniki konstrukcji i technologii materiałów budowlanych. W 1901 został mianowany profesorem mechaniki technicznej i materiałoznawstwa budowlanego na Politechnice Wiedeńskiej z jego nominacją wiązało się zadanie stworzenia w Wiedniu centrum badań materiałowych na wzór szwajcarski. W roku akademickim 1904/1905 został wybrany rektorem Politechniki.
31 stycznia 1905 Ludwig Tetmajer w wyniku udaru mózgu zasłabł na oczach swoich uczniów i zmarł w nocy, nie odzyskawszy przytomności. Został pochowany na Cmentarzu Centralnym w Wiedniu (14B/35). 
Z Ludwigiem wiąże się też rodzinna anegdota. Włodzimierz malarstwo studiował także w Wiedniu. Wówczas odszukał go tam jego kuzyn Ludwig. Włodzimierz odmówił jednak dalszych z nim spotkań, uważając, że ten niemieckojęzyczny krewny jest przedstawicielem kraju zaborcy i w związku z tym  on  Włodzimierz żadnych kontaktów z nim mieć nie chce. 